# 達文波特 (艾奧瓦州)
達文波特（英語：Davenport, Iowa）是美國愛阿華州斯科特縣縣治，位於密西西比河東岸。2006年人口99,514人，是該州第三大城市，也是闊德城當中最大的城市。

## 姐妹城市
达文波特有四个姐妹城市：
- 德国凱沙羅頓（1960）
- 巴西伊列烏斯（2005）
- 爱尔兰卡洛郡（2006）
- 中国廊坊（2018）